# Marco Capuano
Marco Capuano (Pescara, 14 de outubro de 1991) é um futebolista profissional luso-italiano que atua como defensor.

## Carreira

### Pescara
Marco Capuano começou a carreira no Pescara.

### Cagliari
Marco Capuano  se transferiu para o Cagliari Calcio, em 2015.